# Taxinge församling
Taxinge församling var en församling i Strängnäs stift och i Nykvarns kommun i Stockholms län. Församlingen uppgick 2002 i Turinge-Taxinge församling.

## Administrativ historik
Församlingen har medeltida ursprung.
Församlingen var till 1605 annexförsamling i pastoratet Kärnbo och Taxinge med undantag av tiden mellan 1529 och 1532 då den utgjorde ett eget pastorat. Från 1605 till 1972 var församlingen annexförsamling i pastoratet Mariefred och Taxinge som till 1967 även omfattade Kärnbo församling.  Från 1972 till 2002 annexförsamling i pastoratet Turinge och Taxinge.  Församlingen uppgick 2002 i Turinge-Taxinge församling.

## Kyrkor
- Taxinge kyrka